# Exocelina brownei
Exocelina brownei är en skalbaggsart som först beskrevs av Guignot 1942.  Exocelina brownei ingår i släktet Exocelina och familjen dykare. Inga underarter finns listade i Catalogue of Life.